# Sidaogou
Sidaogou (kinesiska: 四道沟, 四道沟乡) är en socken i Kina. Den ligger i den autonoma regionen Inre Mongoliet, i den norra delen av landet, omkring 570 kilometer öster om regionhuvudstaden Hohhot.
Genomsnittlig årsnederbörd är 737 millimeter. Den regnigaste månaden är juni, med i genomsnitt 203 mm nederbörd, och den torraste är januari, med 2 mm nederbörd.